# The Astronaut
The Astronaut ist ein Science-Fiction-Thriller von Jess Varley. Der Film mit Kate Mara als titelgebende Astronautin, die nach der Rückkehr von einer Mission das Gefühl hat, ihr könnte etwas aus dem Weltall zur Erde gefolgt sein, feierte im März 2025 beim South by Southwest Film Festival seine Premiere.

## Handlung
Die Astronautin Sam Walker kehrt nach einem sehr langen Aufenthalt im Weltall auf die Erde zurück. Sie befand sich allein auf einer Mission. Bei ihrer Wasserung wäre sie fast ums Leben gekommen. Nichtsdestotrotz ist sie froh, wieder zurück zu sein und ihren Mann Mark und ihre Tochter Izzy wiederzusehen, sowie ihren Vater, General William Harris.
Sam wird erstmal in einem hübsch eingerichteten Haus in einem abgelegenen Waldgebiet einquartiert, wo sie sich akklimatisieren soll, bevor sie wieder in die Gesellschaft zurückkehrt. Unter dem Haus befindet sich eine Anlage, in die sie sich im Notfall begeben kann, um von äußeren Einflüssen jeglicher Art abgeschirmt zu sein. Sie nimmt seltsame Geräusche wahr, und irgendwann glaubt sie beim Blick aus dem Fenster eine Kreatur zu sehen. Durch Familienbesuche und Ausflüge in die nahe gelegenen Wälder versucht sie sich zu beruhigen, doch sie wird das Gefühl nicht los, dass ihr vielleicht etwas aus dem Weltall zurück zur Erde gefolgt sein könnte oder sich sogar an Bord ihrer Kapsel befand.

## Produktion
Regie führte Jess Varley, die auch das Drehbuch schrieb. Es handelt sich bei The Astronaut um ihren zweiten Spielfilm nach Camping Safe, bei dem sie vollständig Regie führte.
Kate Mara spielt die Astronautin Sam Walker, Gabriel Luna ihren Ehemann Mark und Scarlett Holmes ihre Tochter Izzy. Laurence Fishburne ist in der Rolle von Sams Vater General William Harris zu sehen. Weiter auf der Besetzungsliste finden sich Ivana Miličević als Dr. Michelle Aiden und Macy Gray als Val. Das Casting übernahmen Emma Gunnery und Lindsey Weissmueller.
Die Premiere des Films fand am 7. März 2025 beim South by Southwest Film Festival statt.

## Rezeption
Die Kritiken fielen gemischt aus.